# إيميت وليامز
إيميت وليامز (بالإنجليزية: Emmett Williams)‏ هو شاعر أمريكي، ولد في 4 أبريل 1925 في غرينفيل في الولايات المتحدة، وتوفي في 14 فبراير 2007 في برلين في ألمانيا.

## وصلات خارجية
- إيميت وليامز على موقع ميوزك برينز (الإنجليزية)
- إيميت وليامز على موقع ديسكوغز (الإنجليزية)